# Liste der Bodendenkmale in Dannenberg (Elbe)
In der Liste der Bodendenkmale in Dannenberg (Elbe) sind alle Bodendenkmale der niedersächsischen Gemeinde Dannenberg (Elbe) aufgelistet. Die Quelle ist der Denkmalatlas Niedersachsen. Der Stand der Liste ist der 28. Juni 2024.

## Allgemein
In den Spalten finden sich folgende Informationen des Bodendenkmales :
- Lage        : geographische Koordinaten
- Bezeichnung : Bezeichnung lt. Denkmalatlas
- Beschreibung: Beschreibung lt. Denkmalatlas
- ID          : Objekt-ID
- Bild        : Bild, ggf. zusätzlich mit Link zu weiteren Fotos im Medienarchiv Wikimedia Commons.

## Breese in der Marsch
| Lage                      | Bezeichnung                  | Beschreibung | ID                              | Bild |
| ------------------------- | ---------------------------- | --- | ------------------------------- | ---- |
| 53° 7′ 3″ N, 11° 8′ 33″ O | Breese i.d. Marsch 17, Burg  | | 37040961                        | BW   |
| 53° 7′ 42″ N, 11° 7′ 0″ O | Breese i.d. Marsch 19, Deich | | 37775222                        | BW   |
| 53° 7′ 3″ N, 11° 7′ 33″ O | Breese i.d. Marsch 21, Deich | | 37270534                        | BW   |
| 53° 7′ 3″ N, 11° 7′ 33″ O | Breese i.d. Marsch 22, Deich | Laut Blatt 80 der Kurhannoverschen Landesaufnahme (von 1776) begann die Deichlinie unmittelbar östlich des Vorwerks Gümse am Gümser See und verlief in Ost-Richtung mit leichter Abweichung nach Süden bis an den westlichen Rand der Ortschaft Sipnitz mit einer Gesamtlänge von ca. 1,3 km. Erhalten ist Teilstück 1 östlich von Gümse: 1,1 km L., durch Fahrweg überformt, Br. jetzt ca. 15 m, H. nach Süden bis 0,6 m, nach Norden ca. 0,8 m, teilweise bis 1,0 m. Die übrige Deichlinie nach Sipnitz ist abgetragen. Eine Verbindung zu anderen Deichlinien lässt sich nicht (mehr) nachweisen; es ist wahrscheinlich, dass der Deich im Westen an das höher gelegene Gelände des Vorwerks, im Osten an das der Ortschaft Sipnitz anschloss. | 37770650/1/-/ 37575853 37770650 | BW   |

## Dannenberg
| Lage                       | Bezeichnung               | Beschreibung | ID                              | Bild |
| -------------------------- | ------------------------- | --- | ------------------------------- | ---- |
| 53° 5′ 57″ N, 11° 5′ 54″ O | Dannenberg-Elbe 1, Burg   | Das Schloss steht auf einem Burghügel von ca. 100 m Durchmesser und etwa 5 m Höhe, ehemals komplett von einem Nebenarm der Jeetzel bzw. im Osten von der Jeetzel selbst umgeben. Breite des Burggrabens im Westen heute noch ca. 12 m; im Nordwesten verlandet bzw. überbaut. Auf dem Plateau befindet sich der Waldemarturm, der ehemalige Bergfried der Burg. Es handelt sich um einen Rundturm in Ziegelmauerwerk mit einem Glockendach in Mönch- und Nonnendeckung. Die weiteren Gebäude auf dem Plateau sind neuzeitlich. | 31259431                        |      |
| 53° 6′ 11″ N, 11° 6′ 27″ O | Dannenberg-Elbe 46, Deich | Etwa Nord-Süd verlaufende Deichlinie im Norden Dannenbergs, die sich im Osten in der Gmkg. Nebenstedt (FStNr. 6) und nach Norden in der Gmkg. Predöhlsau (FStNr. 1) fortsetzt. Der Deich ist bereits in einer Karte, die vermutlich 1523/24 gezeichnet wurde (vgl. Puffahrt 1981), dargestellt. Außerdem ist er – in geringfügig abweichender Linienführung – in Blatt 80 der Kurhannoverschen Landesaufnahme von 1776 verzeichnet. Erhalten sind zwei modern überhöhte Teilstücke von ca. 350 m bzw. 275 m L. Teilstück 1: Br. jetzt bis 25 m, H. ca. 4 m. Teilstück 3: Br. jetzt ca. 20 m, H. ca. 2,5 m. Die übrigen Deichbereiche sind stark überformt oder abgetragen.                    | 37763378/1/-/ 37176056 37763378 | BW   |
| 53° 6′ 30″ N, 11° 5′ 46″ O | Dannenberg-Elbe 48, Deich | Laut einer Karte von A.W. Wehrkamp von 1775 „Plan des Vorwerks Besenberg“ (vgl. Puffahrt 1981) und Eintragung in Blatt 80 der Kurhannoverschen Landesaufnahme von 1776 U-förmiger Deich, der den zu „Pisselberg gehörigen Kamp“ umschloss. Im Osten stieß dieser Deich auf den „herrschaftlichen Deich“ des Vorwerks Besenkamp. Erhalten ein Teilstück von ca. 340 m L., modern überhöht, Br. jetzt ca. 20 m, H. ca. 3,5 m. Alle übrigen Deichbereiche sind abgetragen. | 37763460/1/-/ 37661942 37763460 | BW   |
| 53° 5′ 50″ N, 11° 5′ 30″ O | Dannenberg-Elbe 49, Kanal | Kanal „Mühlenjeetzel“. Ursprünglich begann die Mühlenjeetzel oberhalb von Soven und mündete nach ca. 6 km nördlich von Dannenberg wieder in die Jeetzel (vgl. Kurhannoversche Landesaufnahme von 1776 und Preußische Landesaufnahme von 1881). In der Gmkg. Dannenberg Abschnitt von ca. 2,2 km L. Erhalten ist am südöstlichen Stadtrand von Dannenberg ein Teilstück von ca. 1,4 km L., lichte Br. jetzt ca. 8 m, Sohl-Br. 2–2,5 m, T. ca. 2,5 m. Entspricht dem historischen Verlauf, war möglicherweise jedoch ursprünglich breiter. Überwiegend noch wasserführend, teilweise verschilft. Nach Jürries und Wachter (2000) wurde der Kanal 1567 angelegt, nach Lange (1989) bereits 1564. | 37763080/1/-/ 37763018 37763080 | BW   |

## Nebenstedt
| Lage                       | Bezeichnung         | Beschreibung | ID                              | Bild |
| -------------------------- | ------------------- | --- | ------------------------------- | ---- |
| 53° 5′ 50″ N, 11° 7′ 21″ O | Nebenstedt 6, Deich | In einer Karte, die vermutlich 1523/24 erstellt wurde (Puffahrt 1981), mit zwei Deichbrüchen verzeichnet; außerdem in Blatt 80 der Kurhannoverschen Landesaufnahme von 1776, zum Teil mit etwas abweichender Linienführung. Die Länge in der Gmkg. betrug ehemals ca. 1,1 km. Im Osten läuft der Deich in der Gmkg. Splietau (FStNr. 7), im Westen in der Gmkg. Dannenberg (FStNr. 46) weiter. Erhaltene Teilstücke 1 und 2 durch neue Deichaufschüttung überhöht, Br. jetzt ca. 20 m, H. ca. 2,0 m. Die restliche Deichstrecke ist abgetragen. | 37768383/1/-/ 36783061 37768383 | BW   |

## Predöhlsau
| Lage                       | Bezeichnung            | Beschreibung | ID                                                | Bild |
| -------------------------- | ---------------------- | --- | ------------------------------------------------- | ---- |
| 53° 6′ 57″ N, 11° 6′ 15″ O | Predöhlsau 1, Deich    | Deichlinie über ca. 3,4 km, die im Westen die Ortschaft Predöhlsau umschließt. Im Süden setzt sie sich in der Gmkg. Dannenberg (FStNr. 46), im Norden in der Gmkg. Penkefitz (FStNr. 2) fort. Die Teilstücke 1 und 2 (zusammen ca. 1,9 km in der Gmkg. Predöhlsau) sowie Teilstück 3 (ca. 1,2 km in der Gmkg. Breese i. d. Marsch, davon ca. 550 m auf der Grenze zu Predöhlsau) sind modern überhöht, Br. jetzt ca. 25 m, H. ca. 3,5–4,0 m. Zwischen den Teilstücken 1 und 2 sind ca.300 m des alten Deiches vollständig abgetragen. | 37773974 37774154/1/-/ 36780680 37773974 37774154 | BW   |
| 53° 7′ 46″ N, 11° 6′ 15″ O | Predöhlsau 3, Deich    | | 37777758                                          | BW   |
| 53° 7′ 18″ N, 11° 6′ 2″ O  | Predöhlsau 4, Dorfwurt | | 37663634                                          | BW   |

## Penkefitz
| Lage                       | Bezeichnung        | Beschreibung | ID                              | Bild |
| -------------------------- | ------------------ | --- | ------------------------------- | ---- |
| 53° 8′ 24″ N, 11° 7′ 21″ O | Penkefitz 2, Deich | L. in der Gemarkung. gut 1,3 km; modern überhöht, Br. jetzt ca. 25 m, H. bis 4,0 m. Der Deich ist auf Blatt 75 der Kurhannoverschen Landesaufnahme (1776) verzeichnet. Er verläuft von einer dünigen Anhöhe nördlich von Penkefitz aus entlang einer alten Elbschleife (alte / taube Elbe) und schließt im Süden an den Deich in den Gemarkungen Breese in der Marsch (FStNr. 19) bzw. Predöhlsau (FStNr. 1) an. | 37775819/1/-/ 36780732 37775819 | BW   |

## Splietau
| Lage                      | Bezeichnung       | Beschreibung | ID                              | Bild |
| ------------------------- | ----------------- | --- | ------------------------------- | ---- |
| 53° 5′ 33″ N, 11° 8′ 1″ O | Splietau 7, Deich | L. in der Gmkg. ca. 0,9 km. Erhalten sind zwei Teilstücke von etwa 300 m bzw. 400 m L.; durch neue Deichaufschüttung überhöht, Br. jetzt ca. 20 m, H. ca. 2,0 m. Die übrigen Bereiche sind abgetragen. Im Westen läuft der Deich in der Gmkg. Nebenstedt (FStNr. 6) weiter. Bereits in der Kurhannoverschen Landesaufnahme von 1776, Blatt 80, ist der Deich, allerdings in zum Teil abweichender Linienführung durch spätere Begradigungen und Umdeichung von Bracks, verzeichnet. | 37768498/1/-/ 36782887 37768498 | BW   |

## Streetz
| Lage                       | Bezeichnung           | Beschreibung | ID       | Bild |
| -------------------------- | --------------------- | --- | -------- | ---- |
| 53° 6′ 37″ N, 11° 3′ 0″ O  | Streetz 3, Grabhügel  | Annähernd rund, Dm. ca. 15 m, H. ca. 1,0 m. Im Zentrum etwa 4 × 3 m große Eingrabung mit Erdauswurf. Vom Nordost-Rand längliche Eingrabung von ca. 6 × 2 m in den Hügel. | 28922295 | BW   |
| 53° 6′ 44″ N, 11° 2′ 44″ O | Streetz 9, Grabhügel  | Annähernd rund, Dm. ca. 10 m, H. ca. 0,4 m. Kuppenmulde. | 28922291 | BW   |
| 53° 6′ 45″ N, 11° 2′ 44″ O | Streetz 10, Grabhügel | Annähernd rund, Dm. ca. 12 m, H. ca. 1,0 m. | 28922300 | BW   |
| 53° 6′ 46″ N, 11° 2′ 45″ O | Streetz 11, Grabhügel | Annähernd runder Grabhügel im Durchmesser von ca. 13 Meter und einer Höhe von ca. 1,0 Meter, im Zentrum Eingrabung.                                                      | 28922301 | BW   |
| 53° 6′ 45″ N, 11° 2′ 41″ O | Streetz 12, Grabhügel | Ehemals annähernd rund, Dm. ca. 12 m, H. im Westen noch bis zu 1,0 m. Über die östliche Hügelhälfte verläuft ein Waldweg, dadurch überformt.                             | 28922302 | BW   |
| 53° 6′ 46″ N, 11° 2′ 42″ O | Streetz 13, Grabhügel | Annähernd rund, Dm. ca. 14 m, H. bis 1,2 m. Im Zentrum eine alte Eingrabung von ca. 3 × 1 m.                                                                             | 28923612 | BW   |
| 53° 6′ 44″ N, 11° 2′ 46″ O | Streetz 15, Grabhügel | Annähernd rund, Dm. 14 m, H. bis 1 m. | 28923614 | BW   |
| 53° 6′ 43″ N, 11° 2′ 45″ O | Streetz 16, Grabhügel | Annähernd rund, Dm. 14 m, H. bis 1 m. | 28923615 | BW   |
| 53° 6′ 41″ N, 11° 2′ 49″ O | Streetz 17, Grabhügel | Annähernd rund, Dm. 14 m, H. bis 1 m. Im Zentrum Grabungsloch. | 28902686 | BW   |